# Argyromima mirabilis
Argyromima mirabilis là một loài ruồi trong họ Tachinidae.